# Кирилл (Куницкий)
Епископ Кирилл (в миру Дионисий Алексеевич Куницкий; 1783, Киевский уезд, Киевская губерния — 16 (28) апреля 1836, Киев) — епископ Чигиринский, викарий Киевской епархии.

## Биография
Родился в 1783 году в семье священника Киевской губернии.
Образование получил в Киевской духовной академии. По окончании академического курса назначен преподавателем духовной академии.
14 февраля 1814 года пострижен в монашество; 22 февраля рукоположен в сан иеродиакона, а 8 марта — во иеромонаха.
В 1815 году назначен соборным иеромонахом Киево-Печерской лавры.
С 15 августа 1819 года — ректор Киевской духовной семинарии, учитель богословия, присутствующий в правлении Киевской духовной академии, а с 22 декабря — присутствующий в Киевской дикастерии (консистории).
С 1823 года — член конференции Киевской духовной академии.
По представлению киевского митрополита Евгения (Болховитинова) возведён 25 января 1824 года в архимандриты без монастыря.
С 3 марта 1824 года — член цензурного комитета при духовной академии.
Осенью 1825 года вызван в Санкт-Петербург на чреду священнослужения и проповеди.
18 августа 1826 года определён настоятелем Киево-Выдубицкого монастыря.
26 ноября 1826 года назначен ректором Киевской духовной академии и профессором богословских наук.
22 декабря 1826 года определён настоятелем Киево-Братского училищного монастыря.
13 мая 1828 года хиротонисан во епископа Чигиринского, викария Киевской митрополии.
5 января 1835 года уволен на покой.
Скончался 16 апреля 1836 года в Киево-Печерской лавре.